# عارة (حفاش)
عارة هي إحدى قرى عزلة بني دهمان بمديرية حفاش التابعة لمحافظة المحويت، بلغ تعداد سكانها 710 نسمة حسب تعداد اليمن لعام 2004.